# Stanisław Derehajło
Stanisław Derehajło (ur. 27 marca 1972 w Bielsku Podlaskim) – polski samorządowiec, nauczyciel i rolnik, w latach 1998–2017 wójt gminy Boćki, w latach 2018–2021 wicemarszałek województwa podlaskiego, następnie do 2022 pełniący obowiązki wicemarszałka województwa podlaskiego. W latach 2017–2021 sekretarz generalny, w okresie 2021–2023 wiceprezes, w roku 2023 przewodniczący konwencji krajowej i p.o. prezesa Porozumienia, a od roku 2023 członek Konfederacji.

## Życiorys
Absolwent Zespołu Szkół nr 4 w Bielsku Podlaskim i studiów historycznych na Uniwersytecie w Białymstoku. Kształcił się także podyplomowo w zakresie zarządzania funduszami UE, zarządzania oświatą, edukacji twórczej i socjoterapii. Pracował jako nauczyciel historii, dochodząc do rangi nauczyciela mianowanego. Zajął się prowadzeniem własnego gospodarstwa rolnego o profilu roślinnym i agroturystycznym, a także pasieki. Został członkiem zespołu folklorystycznego „Podlaskie Kukułki” z Bielska Podlaskiego, a następnie przez 20 lat kierował zespołem „Klekociaki” z Bociek. Działał także jako strażak ochotnik, został druhem Ochotniczej Straży Pożarnej w Boćkach i skarbnikiem podlaskiego oddziału wojewódzkiego OSP.
W latach 1998–2017 sprawował funkcję wójta gminy Boćki. W 2002, 2006, 2010 i 2014 był wybierany na to stanowisko w pierwszej turze z ramienia lokalnych komitetów, od 2003 reprezentując chadeckie stowarzyszenie Nasze Podlasie. W kwietniu 2017 zrezygnował posady wójta, obejmując funkcję doradcy wicepremiera Jarosława Gowina. Został również doradcą dyrektora Instytutu Naukowej i Akademickiej Sieci Komputerowej i szefem Centrum Kontaktu Ogólnopolskiej Sieci Edukacyjnej.
W kwietniu 2003 wybrano go na przewodniczącego rady politycznej Stronnictwa Konserwatywno-Ludowego – Ruch Nowej Polski w województwie podlaskim. W grudniu tego samego roku partia się rozwiązała, po czym pozostawał bezpartyjny, po kilku latach przystępując do reaktywowanego SKL, gdzie był pełnomocnikiem na województwo podlaskie i członkiem zarządu krajowego. W marcu 2014 wraz z partią przystąpił do Polski Razem, zasiadał we władzach krajowych ugrupowania. W czerwcu 2017 został p.o. sekretarza generalnego partii, a po jej przekształceniu w listopadzie tego samego roku w Porozumienie, został sekretarzem generalnym ugrupowania, wyznaczono go także na pełnomocnika partii w województwie podlaskim. W 2018 uzyskał mandat radnego sejmiku podlaskiego VI kadencji, startując z listy Prawa i Sprawiedliwości (w ramach porozumienia wyborczego). 11 grudnia 2018 objął funkcję wicemarszałka województwa podlaskiego. 18 lutego 2019 sejmik województwa podlaskiego przyjął rezygnację marszałka Artura Kosickiego, a co za tym idzie całego zarządu województwa, po czym ponownie wybrał zarząd w tym samym składzie, powołując Derehajłę ponownie na wicemarszałka województwa podlaskiego. W sierpniu 2020 został powołany na stanowisko prezesa okręgowych struktur Porozumienia Jarosława Gowina w województwie podlaskim. W czerwcu 2021, podczas kongresu partii, został wybrany na wiceprezesa Porozumienia. 15 października 2021 na wniosek marszałka Artura Kosickiego został odwołany ze stanowiska wicemarszałka. Zgodnie z postanowieniami ustawy o samorządzie wojewódzkim, pełnił jednak swoje obowiązki w związku z nieobsadzeniem stanowiska do 3 marca 2022, kiedy to sejmik dokonał wyboru Sebastiana Łukaszewicza na wicemarszałka województwa. W tym samym roku przestał być członkiem klubu radnych PiS w sejmiku. Na przełomie sierpnia i września 2023 został przewodniczącym konwencji krajowej Porozumienia i p.o. prezesa partii po rezygnacji z członkostwa w ugrupowaniu odpowiednio szefowej jego konwencji krajowej Iwony Michałek oraz prezes Magdaleny Sroki i wystartował do Sejmu z listy Konfederacji. Kandydując z 5. miejsca na liście w okręgu podlaskim, zdobył 3568 głosów (drugi wynik na liście w okręgu), nie uzyskując mandatu. W 2024 uzyskał reelekcję w wyborach do Sejmiku Województwa Podlaskiego.
W 2009 otrzymał Brązową Odznakę „Zasłużony dla Ochrony Przeciwpożarowej”.
W 2021 stał się twarzą internetowych memów przedstawiających tzw. polskiego janusza biznesu. W 2023 zapowiedział podjęcie kroków prawnych przeciwko osobom zarabiającym na wykorzystywaniu memów z jego wizerunkiem bez jego zgody.

## Wyniki wyborcze
| nr | Wybory | Komitet wyborczy | Komitet wyborczy                            | Organ                                       | Okręg            | Wynik          |
| -- | ------ | ---------------- | ------------------------------------------- | ------------------------------------------- | ---------------- | -------------- |
| 1  | 2002   |                  | KWW Gmina Boćki 2002                        | Wójt Gminy Boćki                            | Wójt Gminy Boćki | 1662 (69,13%)  |
| 2  | 2006   |                  | KWW Gmina Boćki 2006                        | Wójt Gminy Boćki                            | Wójt Gminy Boćki | 1335 (57,27%)  |
| 3  | 2010   |                  | KWW Nasze Podlasie                          | Wójt Gminy Boćki                            | Wójt Gminy Boćki | 1229 (50,06%)  |
| 4  | 2014   | 1132 (50,90%)    | KWW Nasze Podlasie                          | Wójt Gminy Boćki                            | Wójt Gminy Boćki |                |
| 5  | 2018   |                  | Prawo i Sprawiedliwość                      | Sejmik Województwa Podlaskiego VI kadencji  | nr 4             | 14 199 (9,72%) |
| 6  | 2023   |                  | Konfederacja Wolność i Niepodległość        | Sejm X kadencji                             | nr 24            | 3568 (0,59%)   |
| 7  | 2024   |                  | KWW Konfederacja i Bezpartyjni Samorządowcy | Sejmik Województwa Podlaskiego VII kadencji | nr 4             | 9736 (6,72%)   |

## Życie prywatne
Jest żonaty, ma troje dzieci.